# Congosorex
Congosorex é um gênero mamífero da família Soricidae.

## Espécies
- Congosorex phillipsorum Stanley, Rogers e Hutterer, 2005
- Congosorex polli (Heim de Balsac e Lamotte, 1956)
- Congosorex verheyeni Hutterer, Barrière e Colyn, 2002